# Даногуев, Джаваншир
Даногуев Джаваншир Шарафетдин Оглы (род. 5 мая 1978, Баку) — российский журналист и телеведущий, креативный продюсер информационной службы телеканала "МИР 24", автор многочисленных телевизионных программ и документальных фильмов.

## Образование
В 2000 году окончил Бакинский государственный университет по специальности "Русский язык и литература".

## Карьера
- В 1998 – 2002 гг. работал корреспондентом и ведущим программы "Вместе" на "ОРТ".
- В 2002-2004 гг. - автор документальных фильмов телекомпании "РЕН-ТВ".
- В 2004г. перешёл в Дирекцию документального кино "Первого канала", где продолжил работу в качестве автора и шеф-редактора[1].
- В 2007-2009 гг. - шеф-редактор программы "Специальный корреспондент" на телеканале "Россия".
- С 2009г. работает в Межгосударственной телерадикомпании "Мир", где последовательно занимал должности шеф-редактора программы "Всюду жизнь", ответственного редактора редакции программ, креативного продюсера информационной службы телеканала "МИР 24". Автор документальных фильмов "Всюду жизнь" и цикла "Народы России".

## Награды и премии
За время профессиональной карьеры неоднократно становился победителем и лауреатом престижных конкурсов и фестивалей. 
- В 2011г. был признан победителем конкурса МТРК "Мир" на звание лучшего журналиста года [2].
- В 2012г. был удостоен благодарности Президента Российской Федерации[3].
- В 2012г. фильм Джаваншира Даногуева "Семья" из цикла "Всюду жизнь" занял первое место в номинации "Добрые дела" престижного конкурса "Национальной Ассоциациации Телерадиовещателей""Современник на экране". Другой его фильм "Люди-колибри" из того же цикла завоевал второе место в номинации "Прорыв"[4].
- В 2013г. фильм "Рок-деревня" был также отмечен первым призом конкурса "Современник на экране"[5].

## Личная жизнь
Женат, трое детей.